# サディズム
サディズム（ドイツ語: Sadismus 英語: sadism）または加虐性欲（かぎゃくせいよく）は、相手（動物も含む）を身体的に虐待を与えたり、精神的に苦痛を与えたりすることによって性的快感を味わう、また、そのような行為をしている自分を妄想したり相手の苦痛の表情を想像して性的興奮を得ること。診断基準に当てはまる場合、精神的な障害とも見なされ、この場合は性的倒錯（パラフィリア）となる。日本語において、サディズムの資質を備えた人間を指す通俗的な表現として、サドやS、ドＳなどがある。

## 由来

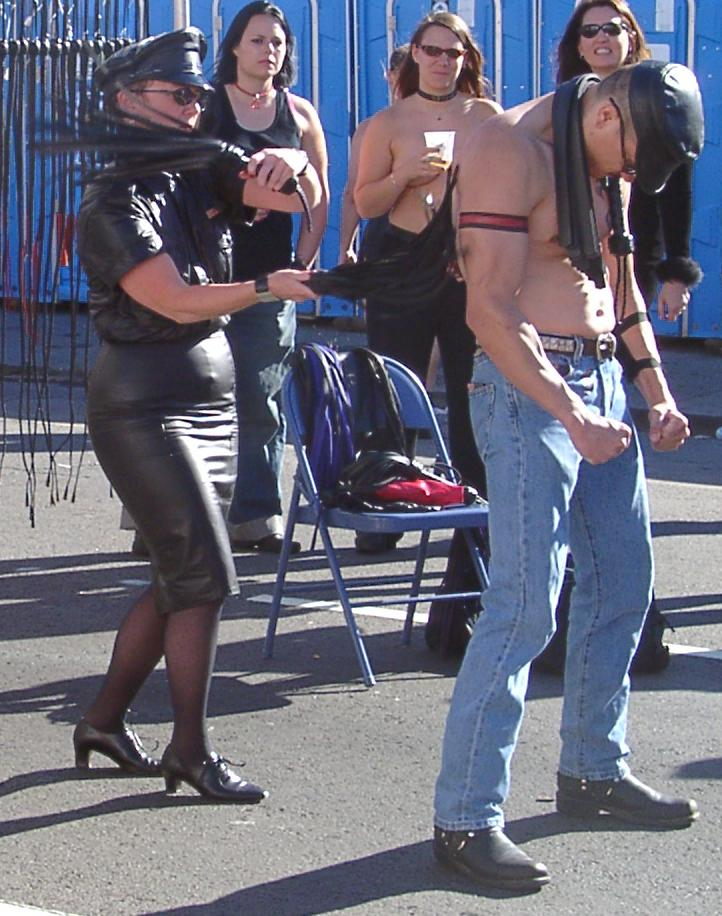
SMプレイ

嗜虐性向の強い小説作品を発表したり、実際にSM行為を娼館で行っていたというフランスの侯爵マルキ・ド・サドの名前に由来しており、オーストリアの精神医学者リヒャルト・フォン・クラフト＝エビングの造語である。性的な倒錯として定義されたが、後に、加虐的な傾向一般をサディズム（Sadism）と言うようになり、性的嗜好のサディズムは、「性的サディズム（Sexual Sadism）」とも言い分けて区別することがある。

## サディスト
サディズムの資質を具えた人間のことを「サディスト」と呼ぶ。加虐性淫乱症とも呼ぶが、多分に差別的な呼称である。ひとりの人間がサディズムとマゾヒズムを併せ持っている状態は「サドマゾヒズム」と言われる（略称は「サドマゾ」）。

## サディズムとは何か
個人の倫理観によっては罪悪感無く虫や小動物を殺すことがあるが、こうした暴力性はサディズム的ではあるが、本来のサディズムとは、意味や内容が異なる。
言葉の一般化にともない、本来の用法から逸脱している傾向があるが、サディズムというのは基本的に他人を虐待して喜ぶ性質一般を指す言葉ではなく、「他人を虐待することによって性的興奮を覚える性的嗜好」のみを指す。
ある種類のサディズムは性的倒錯に規定されるため、このことにより言葉のニュアンスに差別性が存在するのは事実である。また、世間一般で、サディストは異常性欲者であるという偏見も存在する。

## 精神障害としてのサディズム
世界保健機関（WHO）の『疾病及び関連保健問題の国際統計分類』（ICD）においては、「ICD-9」では「性的サディズム」が独立した診断名として存在し、「ICD-10」では「サドマゾヒズム」の診断名が用いられていた。しかし、2019年の「ICD-11」からは、以前は「性嗜好障害」の下に「サドマゾヒズム」を分類していたが、「性嗜好障害」という言葉を使わずに「パラフィリア症群」という言葉を用い、「サドマゾヒズム」ではなく「強制的性サディズム症」という用語へと変更された。
アメリカ精神医学会の『精神障害の診断と統計マニュアル』（2013年のDSM-5）では「同意していない者」に対して身体的、もしくは心理的な苦痛を与えること、もしくはそれを空想することに性的興奮を反復的に感じ、本人が心理社会的な問題が発生していると認めた場合性的サディズム障害の診断を付けることができる。
よってBDSMは相手の同意があり、心理社会的問題は発生していないので診断を付けることはできない。
ただし本人が既に同意のない加虐行為を実行しており、多数の被害者に身体的、もしくは心理的な被害を及ぼしている場合でも他者の苦痛に対して無関心に振舞い、社会的問題を否認する者に対しては診断を付けることができる。
暴力行為などから反社会性パーソナリティ障害との鑑別が必要となり、また併発する場合もある。

## 派生語
- 通常サディズム、サディストともに「S」などと略す（かつては「S」は「レズビアン」を指す隠語だったので単体で使うようになったのは近年[いつ?]からである）。対義語はマゾヒズム・マゾヒスト（M）。
- 極端にサディスト的な性格の人間（またはそのような振る舞いや考え）を表現する「ドS」という俗語が漫画の台詞やバラエティ番組などで用いられている。対義語は「ドM」。